# Landerneau
Landerneau é uma comuna francesa na região administrativa da Bretanha, no departamento Finisterra. Estende-se por uma área de 13,19 km². Em 2010 a comuna tinha 16 527 habitantes (densidade: 1 253 hab./km²).082 hab/km².